# Clément Fecteau
Clément Fecteau (* 23. April 1933 in Sainte-Marie-de-Beauce, Québec, Kanada; † 31. Dezember 2017) war ein kanadischer Geistlicher und römisch-katholischer Bischof von Sainte-Anne-de-la-Pocatière.

## Leben
Clément Fecteau empfing nach seiner philosophischen und theologischen Ausbildung am Großen Seminar in Québec am 16. Juni 1957 die Priesterweihe für das Erzbistum Québec. Er war zunächst Lehrer für Französisch, Mathematik und Physik am Collège de Lévis, zudem Schulkaplan und für sechs Jahre Direktor des Studentenwerks dieser Schule. 1979 übernahm er die Pfarrstelle in Plessiville. 
Papst Johannes Paul II. ernannte ihn am 17. Juni 1989 zum Titularbischof von Talaptula und zum Weihbischof in Québec. Die Bischofsweihe spendete ihm der Erzbischof von Québec, Louis-Albert Kardinal Vachon, am 20. Oktober desselben Jahres; Mitkonsekratoren waren die Weihbischöfe Jean-Paul Labrie und Marc Leclerc.
Am 10. Mai 1996 berief ihn Johannes Paul II. zum Bischof von Sainte-Anne-de-la-Pocatière. Er war Mitglied der bischöflichen Bildungskommission und dem katholischen Komitee des Höheren Bildungsrates sowie der Liturgischen Kommission der Kanadischen Konferenz der Katholischen Bischöfe.
Am 18. Oktober 2008 nahm Papst Benedikt XVI. sein altersbedingtes Rücktrittsgesuch an.